# Khalilah Ali
Khalilah Camacho Ali (née Belinda Boyd en 1950) est l'ancienne épouse du boxeur Mohamed Ali.  

## Biographie
Née Belinda Boyd en 1950, Khalilah Ali a grandi à Chicago où elle a poursuit ses études dans des écoles islamiques. 
À l'âge de 17 ans, elle s'est mariée avec le boxeur Mohamed Ali en 1967. Après son mariage, elle adopte le nom Khalilah.
Dix ans plus tard, ils ont divorcé,. Elle a eu quatre enfants avec lui: Maryum, Jamillah, Rasheda et Muhammad Ali Jr.
Elle s'est remariée dans les années 80 et a encore divorcé deux fois.

## Filmographie
- 1979 : Le Syndrome chinois : Marge